# استل مارسک
استل مارسک (به انگلیسی: Estelle Mærsk) یک کشتی است که طول آن ۱٬۳۰۲٫۵ فوت (۳۹۷٫۰ متر) می‌باشد. این کشتی در سال ۲۰۰۶ ساخته شد.